# Callosphingia
Callosphingia is een geslacht van vlinders uit de familie pijlstaarten (Sphingidae).

## Soorten
- Callosphingia circe (Fawcett, 1915)